# Triple oficio

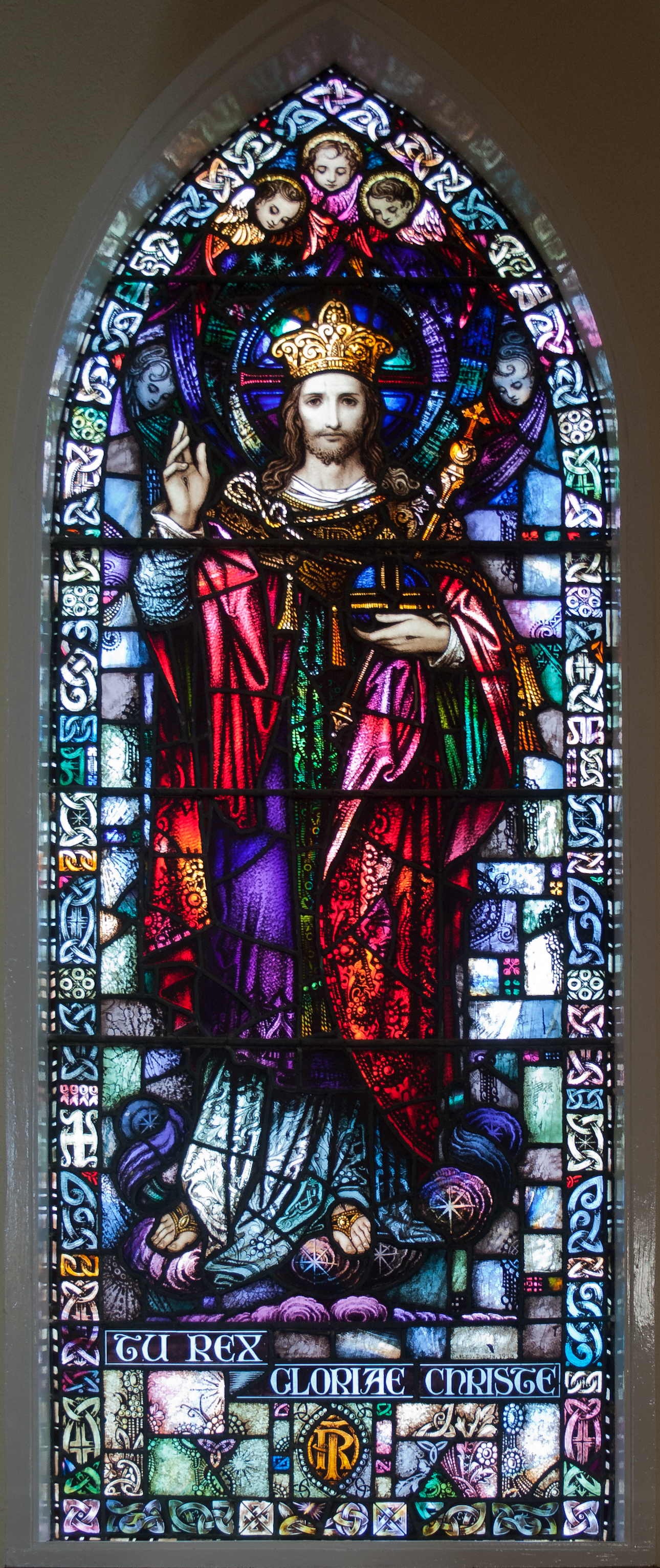
Vidriera de Cristo Rey, Tipperary, Irlanda

El triple oficio (munus triplex) de Jesucristo es una doctrina cristiana basada en las enseñanzas del Antiguo Testamento, sobre las cuales los cristianos tienen diferentes puntos de vista. Fue descrito por Eusebio y desarrollado más ampliamente por Juan Calvino.
La doctrina afirma que Jesucristo desempeñó tres funciones (u «oficios») en su ministerio terrenal: las de profeta, sacerdote, y rey. 
En el Antiguo Testamento, el nombramiento de alguien para cualquiera de estos tres cargos podía sancionarse ungiéndolo con aceite sobre su cabeza. Así, el término mesías, que significa «ungido», está asociado al concepto del triple oficio. Mientras que el cargo de rey es el que más se asocia con el Mesías, el papel de Jesús como sacerdote, que implica la intercesión ante Dios, también es prominente en el Nuevo Testamento, y se explica más detalladamente en los capítulos 7 a 10 del Epístola a los hebreos.

## Las tres oficios
Eusebio elaboró esta triple clasificación, escribiendo: «Y se nos ha dicho también que algunos de los propios profetas se convirtieron, por el acto de la unción, en tipos de Cristo, de modo que todos ellos hacen referencia al verdadero Cristo, la Palabra divina e inspirada, que es el único sumo sacerdote de todos, y el único Rey de cada criatura, y el único profeta supremo de los profetas del Padre».  Durante la Reforma, este concepto desempeñó un papel importante en la cristología luterana escolástica y en la cristología de teólogos reformados como Juan Calvino y John Wesley.
La entrada en el Diccionario Evangélico de Teología afirma que los teólogos cristianos consideran que todos los demás papeles de Cristo se engloban en una de estas tres distinciones.

### Profeta
Cristo es el portavoz de Dios como el Profeta, hablando y enseñando la Palabra de Dios,  infinitamente mayor que todos los profetas, que hablaron por Dios e interpretaron la voluntad de Dios.  El profeta del Antiguo Testamento llevó el mensaje de Dios al pueblo. Cristo, como la Palabra, el Logos, es la fuente de la revelación.  En consecuencia, Jesucristo nunca utilizó la fórmula del mensajero, que vinculaba las palabras del profeta a Dios en la frase profética «Así dice el Señor». 
La Biblia se refiere a la naturaleza profética de Cristo en los siguientes versículos, entre otros:
- Juan 17:4 - «Te he glorificado en la tierra; he acabado la obra que me diste que hiciera».[12]
- Juan 14:24: «Estas palabras que oís no son mías, sino del Padre que me ha enviado».[13]
- Hechos 2:22 – «Varones israelitas, oíd estas palabras: Jesús de Nazaret, varón aprobado por Dios entre vosotros con milagros, prodigios y señales que Dios hizo por medio de él en medio de vosotros, como vosotros mismos sabéis».[14]
- Marcos 6:4 – Pero Jesús les dijo: «Un profeta no carece de honor, sino en su propia tierra, entre sus parientes y en su propia casa».[15]
- Lucas 4:43 – Y les dijo: «También debo predicar el reino de Dios en otras ciudades, porque para eso he sido enviado».[16]

Hay varios casos en la Biblia que sugieren que los contemporáneos de Jesús lo consideraban un profeta:
- Después de resucitar al hijo de la viuda de Naín en Lucas 7:16, los testigos dicen: «¡Un gran profeta ha surgido entre nosotros!»[17]
- En Lucas 24:19, Jesús es llamado profeta por las personas que no lo reconocen cuando dicen: «Las cosas sobre Jesús el Nazareno, que era un profeta poderoso en hechos y palabras a los ojos de Dios y de algunas personas».[18]

### Sacerdote

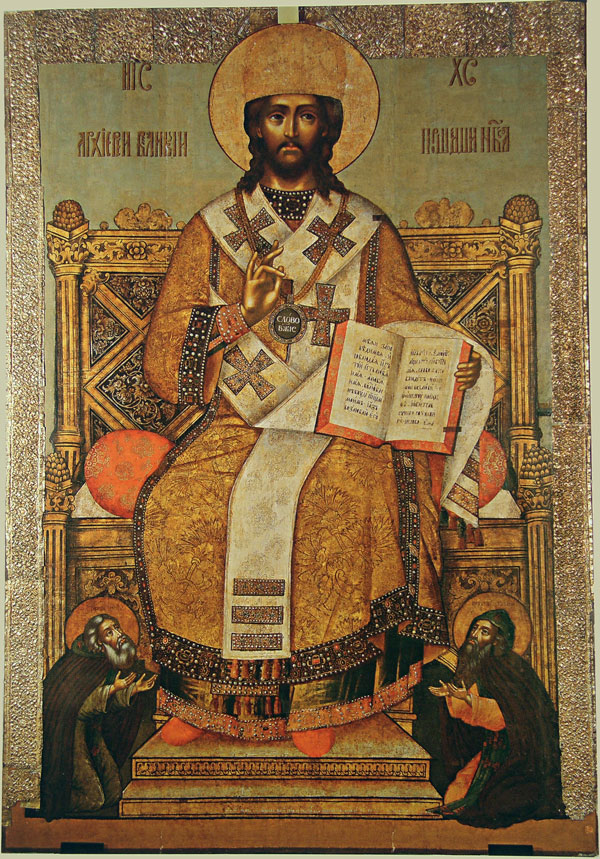
Icono de «Cristo, el gran sumo sacerdote», vestido como obispo, en la cátedra de un obispo, bendiciendo como sacerdote

Cristo, a quien los creyentes se acercan con confianza, se ofreció a sí mismo como sacrificio por la humanidad como Sumo Sacerdote. Los sacerdotes del Antiguo Testamento declaraban la voluntad de Dios, daban el pacto de bendición y dirigían el procesamiento de los sacrificios. El sacerdote representaba a la humanidad ante Dios. Mientras que la humanidad asumió el oficio del sacerdocio en su debilidad, Jesús ocupa el cargo con un poder indestructible que vence la debilidad de la humanidad, como se describe a lo largo del libro de Hebreos. 
La muerte de salvación de Cristo es el núcleo de su obra como Sumo Sacerdote. Se utilizan metáforas para describir su muerte en la cruz, como, «Cristo, el Cordero de Dios, derramó su sangre en la cruz como ofrenda por el pecado de la humanidad». Cristo hizo una ofrenda por el pecado como Sumo Sacerdote, a diferencia de los sacerdotes del Antiguo Testamento, que ofrecían sacrificios continuamente en nombre de la humanidad. Gracias a la obra de Cristo en la cruz, la humanidad tiene la oportunidad de tener una relación viva con Dios. Por el contrario, las personas que niegan la obra de Dios son descritas como muertas en pecado, sin Dios y sin esperanza. En el cristianismo tradicional (las iglesias católica, Ortodoxia bizantina, anglicana, ortodoxa oriental, y asiria), se cree que un sacerdote, habiendo recibido el sacramento del orden sagrado mediante la imposición de manos, comparte el único sacerdocio de Cristo, y por lo tanto solo los sacerdotes (y sus superiores en las Órdenes Sagradas, los obispos) pueden ofrecer el Sacrificio Eucarístico.
En Juan 21 le vemos revelando su autoridad sobre las circunstancias como Rey. Los discípulos están pescando toda la noche y no pueden pescar nada, están viviendo la maldición mencionada en Génesis 3. Jesús les dice que echen la red a la derecha y de inmediato capturan 153 peces. Jesús es el Rey. El lugar en el que hacen esto también es de actualidad, se llama Tiberio, el emperador del día, el rey del día, aquí es donde Jesús se revela como Rey.

### Rey
Cristo, exaltado Sumo Sacerdote, media en el pecado que aleja a la humanidad de la comunión con Dios. A su vez, tiene plenos derechos para reinar sobre la iglesia y el mundo como Rey. Cristo se sienta a la derecha de Dios, coronado en gloria como «Rey de reyes y Señor de señores». «Dios puso este poder en acción en Cristo cuando lo resucitó de entre los muertos y lo sentó a su diestra en los lugares celestiales, muy por encima de todo gobierno y autoridad y poder y dominio, y por encima de todo nombre que se nombra, no solo en esta era sino también en la Vida futura. Y ha puesto todas las cosas bajo sus pies y lo ha hecho cabeza sobre todas las cosas para la iglesia».  Así que sacerdote, profeta y rey son los tres.